# 秦鰲
秦鰲，字子元，號婁江，南直隶蘇州府崑山縣（今江蘇省崑山市）人，明朝政治人物。

## 生平
嘉靖四年（1525年）乙酉科應天府鄉試舉人，五年（1526年）联捷丙戌科進士，授行人，升任兵科給事中，曾經彈劾魏國公徐鵬舉、中官賴義不法之事，后因彈劾張孚敬擬議詔旨，輒引以自歸，嘉靖帝遂罷免張孚敬。張孚敬再次進入內閣后，汪鋐奉承，以考察，謫秦鰲任東陽縣丞。后屢遷樂清知縣、九江府通判、德安府同知、湖廣按察司僉事、福建右參議，卒于任內。